# Kekosaari (ö i Norra Karelen, Joensuu, lat 62,56, long 28,96)
Kekosaari är en ö i Finland. Den ligger i sjön Juojärvi och i kommunen Libelits i den ekonomiska regionen  Joensuu ekonomiska region  och landskapet Norra Karelen, i den sydöstra delen av landet, 300 km nordost om huvudstaden Helsingfors. Öns area är 0,7 hektar och dess största längd är 100 meter i nord-sydlig riktning.